# محسن سرحان
محسن سرحان (۱۹۱۴ - ۱۹۹۳) هنرپیشه اهل مصر بود.